# Hof van Twente
Hof van Twente (neerlandeză pentru Grădina regiunii Twente) este o comună în provincia Overijssel, Țările de Jos. 

## Localități componente
Goor, Delden, Markelo, Diepenheim, Hengevelde, Bentelo.